# تکیه اغشت
تکیه اغشت روستایی از توابع بخش چندار شهرستان ساوجبلاغ در استان البرز ایران است. زبان رایج در تکیه اغشت مانند گویش روستای آغشت تاتی است.

## جمعیت
این روستا در دهستان برغان قرار دارد و براساس سرشماری مرکز آمار ایران در سال ۱۳۸۵، جمعیت آن ۲۹ نفر (۱۳خانوار) بوده‌است.